# Gynoplistia (Gynoplistia) flavipes
Gynoplistia (Gynoplistia) flavipes is een tweevleugelige uit de familie steltmuggen (Limoniidae). De soort komt voor in het Australaziatisch gebied.